# Harrimaniidae
Famille
Les Harrimaniidae sont une famille basale d'entéropneustes. Une révision taxonomique a été entreprise en 2010 et un certain nombre de nouveaux genres et espèces trouvés dans le Pacifique oriental ont été décrits. Il apparait que Stereobalanus (en) serait une lignée basale distincte d’entéropneustes, groupe frère de tous les autres.

## Systématique
Selon World Register of Marine Species :
- Harrimania Ritter, 1900
  - Harrimania kupfferi (von Willemoes-Suhm, 1871)
  - Harrimania maculosa Ritter, 1900
  - Harrimania planktophilus Cameron, 2002
- Horstia Deland, Cameron, Rao, Ritter & Bullock, 2010
  - Horstia kincaidi Deland, Cameron, Rao, Ritter & Bullock, 2010
- Mesoglossus Deland, Cameron, Rao, Ritter & Bullock, 2010
  - Mesoglossus bournei (Menon, 1904)
  - Mesoglossus caraibicus (van der Horst, 1924)
  - Mesoglossus gurneyi (Robinson, 1927)
  - Mesoglossus intermedius Deland, Cameron, Rao, Ritter & Bullock, 2010
  - Mesoglossus macginitiei Deland, Cameron, Rao, Ritter & Bullock, 2010
  - Mesoglossus pygmaeus (Hinrichs & Jacobi, 1938)
- Protoglossus van der Horst, 1935
  - Protoglossus graveolens Giray and King, 1996
  - Protoglossus koehleri (Caullery and Mesnil, 1900)
  - Protoglossus taeniatum author unknown
- Ritteria Deland, Cameron, Rao, Ritter & Bullock, 2010
  - Ritteria ambigua Deland, Cameron, Rao, Ritter & Bullock, 2010
- Saccoglossus Schimkewitsch, 1892
  - Saccoglossus apatensis Thomas, 1956
  - Saccoglossus aulakoeis Thomas, 1968
  - Saccoglossus borealis Okuda & Yamada, 1955
  - Saccoglossus bournei (Menon, 1904)
  - Saccoglossus bromophenolosus King, Giray and Kornfield, 1994
  - Saccoglossus caraibicus (van der Horst, 1924)
  - Saccoglossus gurneyi (Robinson, 1927)
  - Saccoglossus horsti Brambell and Goodhart, 1941
  - Saccoglossus hwangtauensis Si & Kwang-Chung, 1935
  - Saccoglossus inhacensis van der Horst, 1934
  - Saccoglossus kowalevskii (Agassiz, 1873)
  - Saccoglossus madrasensis Rao, 1957
  - Saccoglossus mereschkowskii (Wagner, 1885)
  - Saccoglossus otagoensis (Benham, 1899)
  - Saccoglossus pusillus (Ritter, 1902)
  - Saccoglossus pygmaeus Hinrichs and Jacobi, 1938
  - Saccoglossus ruber Tattersall, 1905
  - Saccoglossus sulcatus (Spengel, 1893)
- Stereobalanus Spengel, 1901
  - Stereobalanus canadensis (Spengel, 1893)
  - Stereobalanus willeyi Ritter, 1904
- Xenopleura Gilchrist, 1925
  - Xenopleura vivipara Gilchrist, 1925